# Canzone appassionata
Canzone appassionata è un film del 1953 diretto da Giorgio Simonelli.
Il titolo del film riprende quello dell'omonima canzone cantata da Nilla Pizzi, protagonista della pellicola.

## Trama
Lucia Spinelli, rimasta orfana di entrambi i genitori, viene presa come governante nella casa della ricca signora Carla Parodi. Arrivata alla maggiore età, la giovane viene quasi costretta al matrimonio con il fratello della signora Carla, un capitano al servizio della società di navigazione di cui è proprietaria la signora. Dopo il matrimonio e la nascita della prima bambina, la vita di Lucia potrebbe essere felice, ma la Parodi continua a intromettersi nella vita dei due sposi. All'età di cinque anni, la bambina viene inviata ad un collegio su proposta di Carla, che sostiene che Lucia non sia in grado di educarla.
Lucia rimane nella solitudine e diventa facile preda  di Alberto, un avventuriero che, dopo essere diventato suo amante, sfrutta la sua bella voce e la spinge a lavorare come cantante in un locale notturno. Dopo aver abbandonato il marito, Lucia continua il lavoro nello spettacolo che la porterà in giro per il mondo e si rende conto pian piano che Alberto, oltre a lavorare come suo impresario, è invischiato in loschi traffici. Al suo ritorno in patria, dopo alcuni anni, ha modo di rivedere la figlia e scopre che Alberto ha fatto innamorare di sé anche la giovane per poter approfittare di lei. Lucia tenta invano di interrompere la tresca e, nel drammatico finale, è costretta ad uccidere Alberto.

## Produzione
Il film è ascrivibile al filone dei melodrammi strappalacrime, allora molto in voga tra il pubblico italiano (in seguito indicato dalla critica con il termine neorealismo d'appendice). Fu realizzato negli stabilimenti romani di Cinecittà per gli interni, mentre gli esterni vennero girati ad Anzio ed alla stazione di Roma Termini.
Nelle scene di canto la Pizzi utilizza la propria voce, mentre nei dialoghi è doppiata da Lydia Simoneschi.

## Distribuzione
Il film venne distribuito nel circuito cinematografico italiano il 20 novembre del 1953. 
Venne in seguito distribuito anche in Francia, il 23 gennaio del 1957 con il titolo Les Passionnés. Ebbe distribuzione anche in Belgio, il 22 giugno del 1956 con il titolo De lijdensweg ener moeder, in Grecia (dove fu titolato Eskotosa ton erasti mou) ed anche nei mercati anglofoni, dove fu editato con il titolo Passionate Song.